# 가브리엘 알론소
가브리엘 알론소 아리스티아기레(스페인어: Gabriel Alonso Aristiaguirre; 1923년 11월 9일, 바스크 주 온다바리아 ~ 1996년 11월 19일, 바스크 주 온다바리아)는 스페인의 축구 선수로, 현역 시절 수비수로 활약했다.

## 클럽 경력
바스크 주 온다바리아 출신인 알론소는 셀타 비고, 레알 마드리드, 그리고 말라가 세 구단 소속으로 라 리가에서 활약했는데, 이 중 마드리드 소속으로 1954년에 리그 우승을 거두었지만, 그 시즌에 출전한 경기는 1-1로 비긴 오사수나와의 원정 경기가 전부였다.
프로 무대에서 18년을 활약하면서, 알론소는 레알 우니온 라싱 페롤, 그리고 라요 바예카노에서도 활약했고, 1957년 6월에 거의 34세가 되어 은퇴했고, 73세에 고향에서 영면에 들었다.

## 국가대표팀 경력
알론소는 4년 동안 스페인 국가대표팀 경기에 12번 출전했다. 그는 브라질에서 열린 1950년 월드컵에서 자국을 대표로 참가했는데, 4위로 마감한 이 대회에서 6경기에 모두 출전했다.